# 卡梅伦·迈耶
卡梅伦·迈耶（英語：Cameron Meyer，1988年1月11日—），澳大利亚男子自行车运动员。他曾代表澳大利亚参加2010年和2018年英联邦运动会自行车比赛，获得四枚金牌。他也曾参加2008年夏季奥林匹克运动会。